# Lincoln McIlravy
Lincoln McIlravy (Dakota del Sur, Estados Unidos, 17 de julio de 1974) es un deportista estadounidense especialista en lucha libre olímpica donde llegó a ser medallista de bronce olímpico en Sídney 2000.

## Carrera deportiva
En los Juegos Olímpicos de 2000 celebrados en Sídney ganó la medalla de bronce en lucha libre olímpica de pesos de hasta 69 kg, tras el luchador canadiense Daniel Igali (oro) y el ruso Arsen Gitinov (plata).